# Indonesia
Indonesia, tên gọi chính thức là Cộng hòa Indonesia (tiếng Indonesia: Republik Indonesia), thường được gọi ngắn là Indo, là một đảo quốc liên lục địa, nằm giữa Đông Nam Á và Châu Đại Dương. Indonesia được mệnh danh là "Xứ sở vạn đảo" vì lãnh thổ của nước này bao gồm 13.487 hòn đảo với dân số ước tính đạt hơn 279 triệu người (năm 2022), xếp thứ 4 thế giới và đứng thứ 3 châu Á.

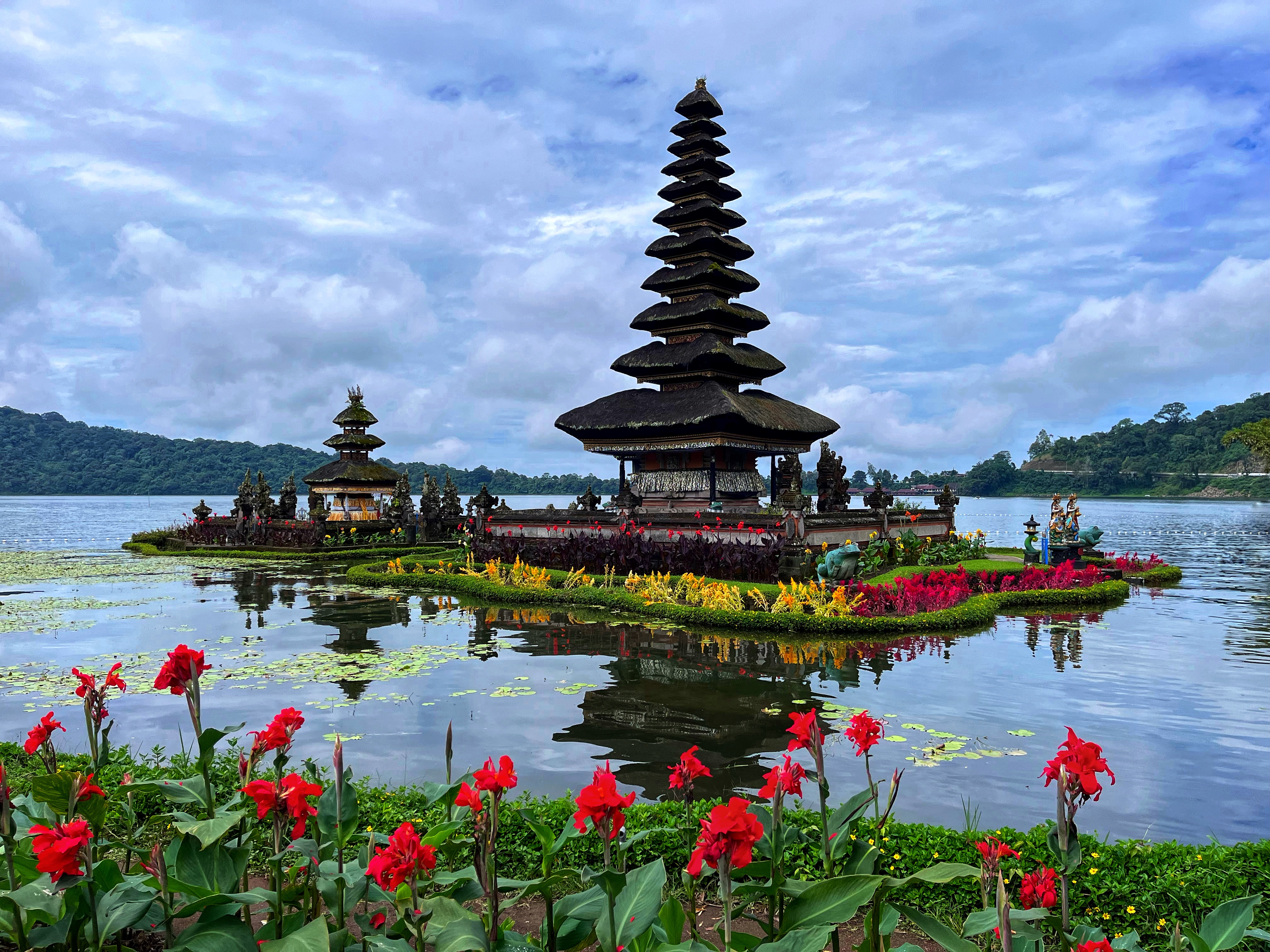
Đền Purä Ulun Danu Bratan ở Bali

Indonesia là quốc gia có số dân theo Hồi giáo lớn nhất trên thế giới, tuy nhiên khác với Malaysia và Brunei, trong hiến pháp Indonesia không đề cập tới tôn giáo này là quốc giáo (do vậy không thể coi Indonesia là một quốc gia Hồi giáo). Indonesia theo thể chế cộng hòa với một bộ máy lập pháp và tổng thống do dân bầu. Indonesia có biên giới trên đất liền với Papua New Guinea ở đảo New Guinea, Đông Timor ở đảo Timor và Malaysia ở đảo Borneo, ngoài ra vùng biển giáp các nước Singapore, Việt Nam, Philippines, Úc, và lãnh thổ Quần đảo Andaman và Nicobar của Ấn Độ. Thủ đô hiện tại là Jakarta và đây cũng đồng thời là tỉnh lớn nhất, tuy nhiên do sự quá tải dân số đang gây sức ép lớn lên hệ thống cơ sở hạ tầng, chính phủ Indonesia đang có kế hoạch dời đô tới Nusantara trong tương lai.
Quần đảo Indonesia từng là một vùng thương mại quan trọng nhất từ thế kỷ VII. Lịch sử Indonesia bắt đầu khi Vương quốc Srivijaya có các hoạt động giao thương với Trung Quốc và Ấn Độ. Những vị vua cai trị địa phương dần tiếp thu văn hóa, tôn giáo và các mô hình quản lý kiểu Ấn Độ từ những thế kỷ đầu tiên của Công Nguyên, tiếp sau đó, các vương quốc Ấn Độ giáo cũng như Phật giáo đã bắt đầu hình thành và phát triển. Indonesia bị ảnh hưởng bởi các cường quốc nước ngoài muốn nhòm ngó các nguồn tài nguyên thiên nhiên của quần đảo. Các nhà buôn Hồi giáo đã đưa đạo Hồi tới đây, đồng thời, các cường quốc châu Âu cũng bắt đầu tranh giành ảnh hưởng để độc chiếm lĩnh vực thương mại trên các hòn đảo Hương liệu Maluku trong Thời đại Khám phá. Sau hơn ba thế kỷ dưới ách thống trị của thực dân Hà Lan, Indonesia đã giành được độc lập sau Chiến tranh thế giới thứ hai. Sau độc lập, Indonesia tiếp tục rơi vào nhiều biến động lớn như xung đột quyền lực giữa các phe phái chính trị, nạn tham nhũng cũng như một quá trình dân chủ hoá chưa triệt để.
Tuy gồm rất nhiều hòn đảo, Indonesia vẫn có các nhóm sắc tộc, ngôn ngữ và tôn giáo riêng biệt. Người Java là nhóm sắc tộc đông đúc và có vị thế chính trị lớn nhất còn người Indonesia gốc Hoa là nhóm cộng đồng có sức ảnh hưởng lớn nhất tới nền kinh tế.
Indonesia là 1 trong 5 quốc gia tham sáng lập ASEAN, thành viên của nhiều tổ chức toàn cầu lớn trong đó nổi bật nhất là G20. Năm 2020, nền kinh tế Indonesia có quy mô lớn nhất khu vực Đông Nam Á, xếp thứ 15 toàn cầu hoặc hạng 4 châu Á và thứ 7 toàn cầu theo GDP sức mua tương đương (ước tính 2020). Tuy nhiên, do dân số quá đông (hơn 274,1 triệu người) nên GDP bình quân đầu người của nước này vẫn ở mức trung bình thấp. Quốc gia này có chỉ số phát triển con người ở mức cao và được công nhận là một cường quốc ở khu vực Đông Nam Á cũng như cường quốc bậc trung trên thế giới.
Khẩu hiệu quốc gia của Indonesia, "Bhinneka tunggal ika" - "Thống nhất trong đa dạng" (theo nghĩa đen "nhiều, nhưng là một"), đã thể hiện rõ sự đa dạng hình thành nên quốc gia này. Tuy nhiên, những căng thẳng tôn giáo và chủ nghĩa ly khai đã dẫn tới những xung đột bạo lực đe doạ sự ổn định kinh tế và chính trị. Dù có dân số lớn và nhiều vùng dân cư đông đúc, Indonesia vẫn còn nhiều khu vực hoang vu, đây là quốc gia có mức độ đa dạng sinh học đứng hàng đầu trên thế giới. Quốc gia này cũng rất giàu các nguồn tài nguyên thiên nhiên, có diện tích lãnh thổ rộng lớn nhất, dân số đông nhất và là quốc gia duy nhất thuộc G20 trong số các nước Đông Nam Á, tuy vậy, tình trạng lạc hậu của các vùng nông thôn, tỷ lệ người nghèo cao cùng sự chênh lệch giàu nghèo, bất bình đẳng thu nhập gia tăng đang là những vấn đề, thách thức lớn của xã hội Indonesia hiện đại.

## Tên gọi
Danh từ Indonesia là một từ ghép bao gồm hai thành tố: Indus tiếng Latinh, có nghĩa là "Ấn Độ"; và nesos tiếng Hy Lạp, có nghĩa là "hòn đảo". Tên gọi này xuất hiện từ thế kỷ XVIII, rất lâu trước khi nhà nước Indonesia độc lập hình thành. Năm 1850, nhà phong tục học người Anh George Earl đề xuất thuật ngữ Indunesians — và một từ nữa mà ông thấy thích hơn là Malayunesians — để chỉ những người dân sống trên "Quần đảo Ấn Độ hay Quần đảo Malaya" trong một bài báo học thuật. Cũng trong bài viết đó, học trò của Earl là James Richardson Logan đã sử dụng Indonesia như một từ đồng nghĩa với Quần đảo Ấn Độ. Tuy nhiên, các tài liệu của viện hàn lâm Hà Lan viết về Đông Ấn lúc bấy giờ vẫn còn lưỡng lự trong việc sử dụng từ Indonesia. Thay vào đó, họ dùng các thuật ngữ như Quần đảo Malay (Maleische Archipel); Đông Ấn Hà Lan (Nederlandsch Oost Indië), khái quát chung Indië; phương Đông (de Oost); và thậm chí Insulinde.
Kể từ năm 1900 trở đi, tên gọi Indonesia trở nên phổ thông hơn trong các cộng đồng hàn lâm bên ngoài Hà Lan, và nó dần được các nhóm chủ nghĩa dân tộc tiếp nhận nhằm mục đích chính trị. Adolf Bastian, thuộc Đại học Berlin, đã giúp từ này được biết đến rộng rãi hơn qua cuốn sách Indonesien oder die Inseln des Malayischen Archipels, 1884–1894 của ông. Học giả Indonesia đầu tiên sử dụng thuật ngữ này là Suwardi Suryaningrat (Ki Hajar Dewantara), khi ông thiết lập một văn phòng báo chí tại Hà Lan với tên gọi Indonesisch Pers-bureau vào năm 1913.

## Lịch sử

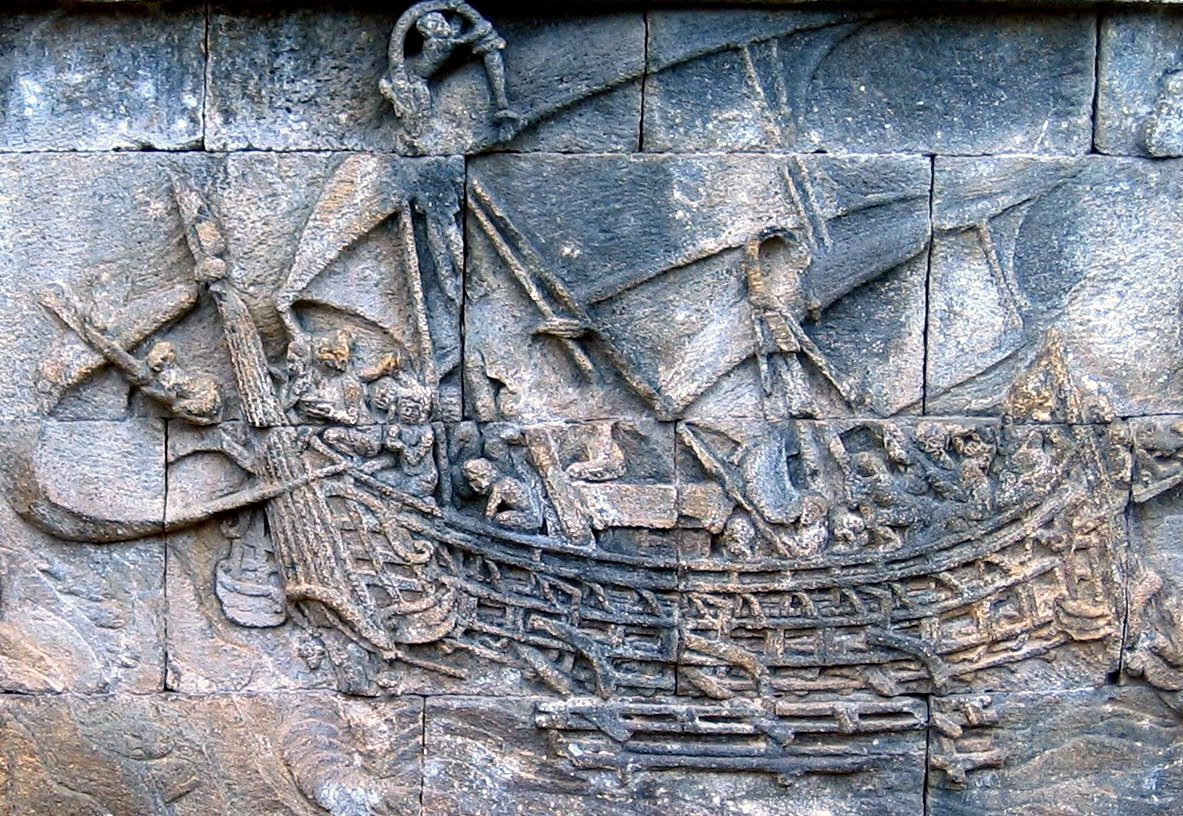
Hình khắc một con tàu tại Borobudur, khoảng năm 800. Ngay từ thế kỷ thứ nhất của Công Nguyên các con tàu của Indonesia đã thực hiện các chuyến buôn tới tận Châu Phi.

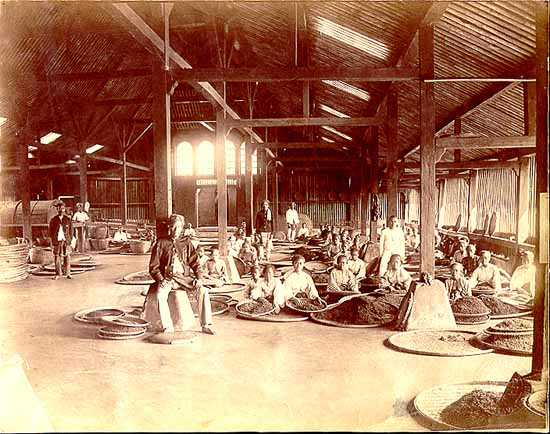
Một xưởng sản xuất chè tại Jakarta khoảng thập niên 1860, thời kỳ Indonesia thuộc Hà Lan

Các di tích hoá thạch của người Homo erectus, thường được gọi là "Người Java", cho thấy quần đảo Indonesia đã có người ở từ hai triệu năm tới 500.000 năm trước.
Người Nam Đảo, là cộng đồng dân cư đa số hiện tại, đã di cư tới Đông Nam Á từ Đài Loan. Họ tới Indonesia từ khoảng năm 2000 trước Công Nguyên, và đẩy người Melanesia bản xứ về các vùng xa xôi phía đông khi họ mở rộng lãnh thổ. Các điều kiện nông nghiệp lý tưởng, và nền văn minh lúa nước xuất hiện sớm từ thế kỷ thứ VIII trước Công Nguyên, cho phép các làng mạc, thị trấn và các vương quốc nhỏ dần phát triển từ thế kỷ thứ nhất. Vị trí đường biển chiến lược của Indonesia giúp thương mại nội địa và với nước ngoài phát triển. Ví dụ, các con đường thương mại nối với cả các vương quốc Ấn Độ và Trung Quốc đã được thiết lập từ nhiều thế kỷ trước Công Nguyên. Chính thương mại đã hình thành nên lịch sử Indonesia.
Từ thế kỷ thứ bảy, vương quốc hàng hải Srivijaya hùng mạnh phát triển nhờ thương mại và các ảnh hưởng của Hindu giáo cùng Phật giáo được du nhập vào cùng thương mại. Từ thế kỷ thứ VIII tới thế kỷ thứ X, các triều đại nông nghiệp Phật giáo Sailendra và Hindu giáo Medang phát triển và suy tàn trong vùng nội địa Java, để lại các công trình tôn giáo lớn như Borobudur của Sailendra và Prambanan của Medang. Vương quốc Hindu Majapahit được thành lập ở phía đông Java hồi cuối thế kỷ XIII, và ở thời Gajah Mada, ảnh hưởng của nó đã lan rộng tới hầu hết Indonesia; giai đoạn này thường được coi là một "Thời kỳ Huy hoàng" trong lịch sử Indonesia.
Dù các thương gia Hồi giáo đã lần đầu đi qua Đông Nam Á từ đầu thời kỳ Hồi giáo, bằng chứng sớm nhất về cộng đồng dân cư Hồi giáo tại Indonesia có niên đại từ thế kỷ XIII ở phía bắc Sumatra. Các vùng khác của Indonesia dần chấp nhận Hồi giáo, và nó đã là tôn giáo ưu thế tại Java và Sumatra từ cuối thế kỷ XVI. Ở hầu hết các nơi, Hồi giáo vượt lên và pha trộn với các ảnh hưởng văn hóa và tôn giáo bản địa, hình thành nên hình thức Hồi giáo hiện tại ở Indonesia, đặc biệt tại Java. Những người châu Âu đầu tiên tới Indonesia năm 1512, khi các thương gia Bồ Đào Nha, do Francisco Serrão dẫn đầu tìm cách thâu tóm các nguồn tài nguyên nhục đậu khấu, đinh hương, và hạt tiêu tại Maluku. Các thương gia Hà Lan và Anh nhanh chóng theo chân. Năm 1602, Hà Lan thành lập Công ty Đông Ấn Hà Lan (VOC) và trở thành một quyền lực lớn của châu Âu. Sau khi bị phá sản, Công ty Đông Ấn Hà Lan chính thức bị giải tán năm 1800, và chính phủ Hà Lan thành lập Đông Ấn Hà Lan như một thuộc địa được quốc hữu hóa.

Sukarno, vị Tổng thống sáng lập Indonesia

Trong hầu hết thời gian của thời kỳ thuộc địa, Hà Lan chỉ kiểm soát vùng đất này một cách lỏng lẻo; chỉ tới đầu thế kỷ XX Hà Lan mới thực sự kiểm soát toàn bộ vùng đất lãnh thổ Indonesia hiện tại. Cuộc xâm lược và chiếm đóng của Nhật Bản sau đó trong Chiến tranh thế giới thứ hai đã chấm dứt thời kỳ cai trị của Hà Lan, và khuyến khích phong trào độc lập từng bị đàn áp trước đó ở Indonesia. Hai ngày sau khi Nhật Bản đầu hàng, ngày 17 tháng 8 năm 1945, Sukarno, một lãnh đạo ảnh hưởng theo chủ nghĩa quốc gia, tuyên bố độc lập và được chỉ định làm tổng thống. Người Hà Lan đã tìm cách tái lập quyền cai trị, và cuộc tranh giành ngoại giao và vũ trang đã chấm dứt vào tháng 12 năm 1949, khi đối mặt với sức ép quốc tế, Hà Lan chính thức công nhận nền độc lập của Indonesia (ngoại trừ lãnh thổ Hà Lan Tây New Guinea, đã được tích hợp theo Thoả thuận New York năm 1962, và Đạo luật Tự do Lựa chọn được Liên hiệp quốc uỷ thác).
Sukarno chuyển từ dân chủ sang chủ nghĩa độc đoán, và duy trì cơ sở quyền lực bằng cách cân bằng các lực lượng đối lập trong quân đội, và Đảng Cộng sản Indonesia (PKI). Quân đội âm mưu đảo chính ngày 30 tháng 9 năm 1965, dẫn tới Các vụ giết người tại Indonesia 1965-1966, một phong trào thanh trừng chống cộng trong đó Đảng Cộng sản Indonesia bị cáo buộc âm mưu đảo chính, các đảng viên Cộng sản bị săn lùng và tiêu diệt. Khoảng 500 nghìn tới 1 triệu người bị cho là có liên hệ với Đảng Cộng sản Indonesia đã bị giết hại. Lãnh đạo quân đội, Tướng Suharto, công khai làm suy yếu vị trí chính trị của Sukarno, và được chính thức chỉ định làm tổng thống vào tháng 3 năm 1968. Chính sách Trật tự Mới của ông được chính phủ Mỹ ủng hộ, và khuyến khích đầu tư nước ngoài trực tiếp vào Indonesia, đây là một yếu tố chính dẫn tới ba thập kỷ tăng trưởng kinh tế ổn định sau đó. Tuy nhiên, sự độc đoán của chính sách "Trật tự Mới" bị chỉ trích rộng rãi vì tình trạng tham nhũng và đàn áp chính trị đối lập.
Năm 1997 và 1998, Indonesia là nước bị ảnh hưởng nặng nề nhất của cuộc Khủng hoảng Tài chính châu Á. Điều này càng khiến sự bất mãn của dân chúng với Trật tự Mới gia tăng và dẫn tới các cuộc tuần hành dân chúng. Suharto từ chức ngày 21 tháng 5 năm 1998.
Xung đột sắc tộc ở Indonesia đã mang lại những vụ việc đẫm máu. Vào năm 1965, hàng chục nghìn người Hoa bị giết hại trong phong trào chống Cộng ở Indonesia. Sau sự kiện này, các trường dạy tiếng Trung Quốc bị đóng cửa, chữ viết Trung Quốc bị cấm. Chính quyền cũng cấm người Hoa tổ chức những ngày lễ, tết truyền thống, hạn chế nói tiếng Trung Quốc ở nơi công cộng. Các quan chức cho rằng ngôn ngữ Trung Quốc đối với người Indonesia cũng "nguy hiểm như vũ khí". Mãi đến thời cựu tổng thống Abdurrahman Wahid, tình hình mới dễ thở hơn cho người Hoa ở Indonesia - họ được phép sử dụng chữ viết của mình và kỷ niệm những ngày lễ, tết truyền thống. Trong cuộc biến động năm 1998, tâm lý thù ghét người Hoa khiến họ bị biến thành mục tiêu của bạo lực. Tháng 5/1998, những phần tử cực đoan đã cướp bóc, đốt tài sản của Hoa kiều, tấn công nhiều người. Gần 170 phụ nữ gốc Trung Quốc bị cưỡng hiếp, hậu quả là 20 người chết
Năm 1999, Đông Timor bỏ phiếu ly khai khỏi Indonesia, sau một cuộc xâm chiếm quân sự dài 25 năm được đánh dấu bởi những lời lên án quốc tế và những vụ đàn áp thường xuyên với người Đông Timor. Từ khi Suharto từ chức, một quá trình tăng cường dân chủ gồm cả một chương trình trao quyền tự trị cho các vùng, và cuộc bầu cử tổng thống trực tiếp năm 2004. Tình trạng bất ổn chính trị và kinh tế, bất ổn xã hội, tham nhũng và chủ nghĩa khủng bố đã giảm sút đáng kể. Dù các quan hệ giữa các tôn giáo và các nhóm sắc tộc phần lớn hài hòa, những vấn đề bất đồng và bạo lực tại một số khu vực vẫn thỉnh thoảng xảy ra. Một cuộc dàn xếp chính trị cho cuộc xung đột vũ trang ly khai ở Aceh đã được thực hiện năm 2005.

## Địa lý
Indonesia gồm 13.487 hòn đảo, khoảng 6.000 trong số đó không có người ở. Các hòn đảo nằm rải rác ở cả hai phía đường xích đạo. Năm hòn đảo lớn nhất là Java, Sumatra, Kalimantan (phần Borneo thuộc Indonesia), New Guinea (cùng chung với Papua New Guinea), và Sulawesi. Indonesia có biên giới trên bộ với Malaysia trên hòn đảo Borneo và Sebatik, Papua New Guinea trên đảo New Guinea, và Đông Timor trên đảo Timor. Indonesia cũng có chung biên giới với Singapore, Malaysia, và Philippines ở phía bắc và Australia ở phía nam bằng một dải nước hẹp. Thủ đô, Jakarta, nằm trên đảo Java là thành phố lớn nhất nước, sau đó là Surabaya, Bandung, Medan, và Semarang. Với đặc điểm địa lý trên, Indonesia được mệnh danh là "Xứ sở vạn đảo".
Với diện tích 1.907.540 km² (741.050 dặm vuông), Indonesia là nước đứng thứ 14 trên thế giới về diện tích đất liền. Mật độ dân số trung bình là 142 người trên km² (347 trên dặm vuông), đứng thứ 80 trên thế giới, dù Java, hòn đảo đông dân nhất thế giới, có mật độ dân số khoảng hơn 1000 người trên km² (2.435 trên dặm vuông). Nằm ở độ cao 4.884 mét (16.024 ft), Puncak Jaya tại Papua là đỉnh cao nhất Indonesia, và hồ Toba tại Sumatra là hồ lớn nhất, với diện tích 1.145 km² (442 dặm vuông). Các con sông lớn nhất nước này nằm ở Kalimantan, và gồm các sông Mahakam và Barito; những con sông này là các đường giao thông quan trọng nối giữa các khu định cư trên đảo.

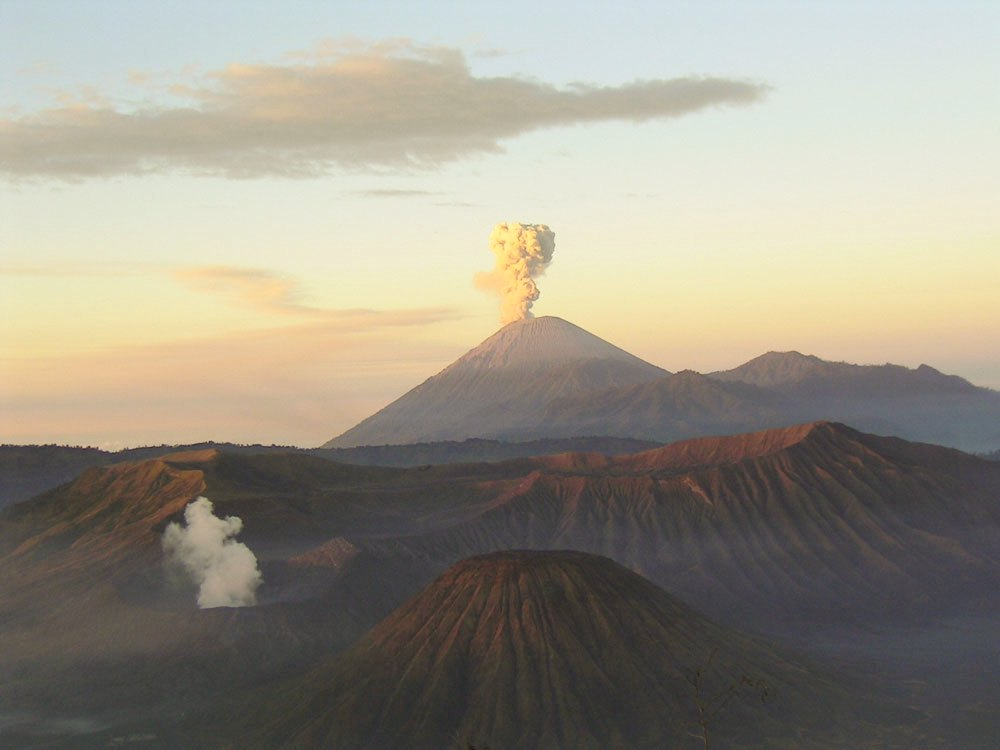
Núi Semeru và Núi Bromo tại Đông Java. Hoạt động kiến tạo và núi lửa Indonesia ở mức cao nhất trên thế giới.

Indonesia nằm trên các rìa của các mảng Thái Bình Dương, Âu-Á, và Úc khiến nước này trở thành nơi có nhiều núi lửa và thường xảy ra các vụ động đất. Indonesia có ít nhất 150 núi lửa đang hoạt động, gồm cả Krakatoa và Tambora, cả hai núi lửa này đều đã có những vụ phun trào gây phá hủy lớn trong thế kỷ XIX. Vụ phun trào siêu núi lửa Toba khoảng 70.000 năm trước, là một trong những vụ phun trào lớn nhất từng xảy ra và là một thảm họa toàn cầu. Những thảm họa gần đây liên quan tới hoạt động kiến tạo gồm vụ sóng thần năm 2004 đã giết hại tổng cộng gần 230.000 người và khoảng 168.000 người tính riêng phía bắc Sumatra, và trận động đất Yogyakarta năm 2006. Tuy nhiên, tro núi lửa là một yếu tố đóng góp vào sự màu mỡ của đất trong lịch sử từng giúp nuôi sống mật độ dân cư dày tại Java và Bali.
Nằm dọc theo xích đạo, Indonesia có khí hậu nhiệt đới gió mùa, với hai mùa mưa và khô riêng biệt. Lượng mưa trung bình hàng năm tại các vùng đất thấp khoảng từ 1.780–3.175 milimét (70–125 in), và lên tới 6.100 milimét (240 in) tại các vùng núi. Các vùng đồi núi—đặc biệt ở bờ biển phía tây Sumatra, Tây Java, Kalimantan, Sulawesi, và Papua—có lượng mưa lớn nhất. Độ ẩm nói chung cao, trung bình khoảng 80%. Nhiệt độ ít thay đổi trong năm; trung bình tại Jakarta là 26–30 °C (79–86 °F).
Rừng nhiệt đới ẩm chiếm gần 2/3 diện tích lãnh thổ. Đất canh tác 8% (3% được tưới), đồng cỏ 10%, rừng và cây bụi 67%, các đất khác 15%. Khoáng sản chính: dầu khí, thiếc, niken, bauxit, đồng, than, vàng, bạc.

### Sinh thái

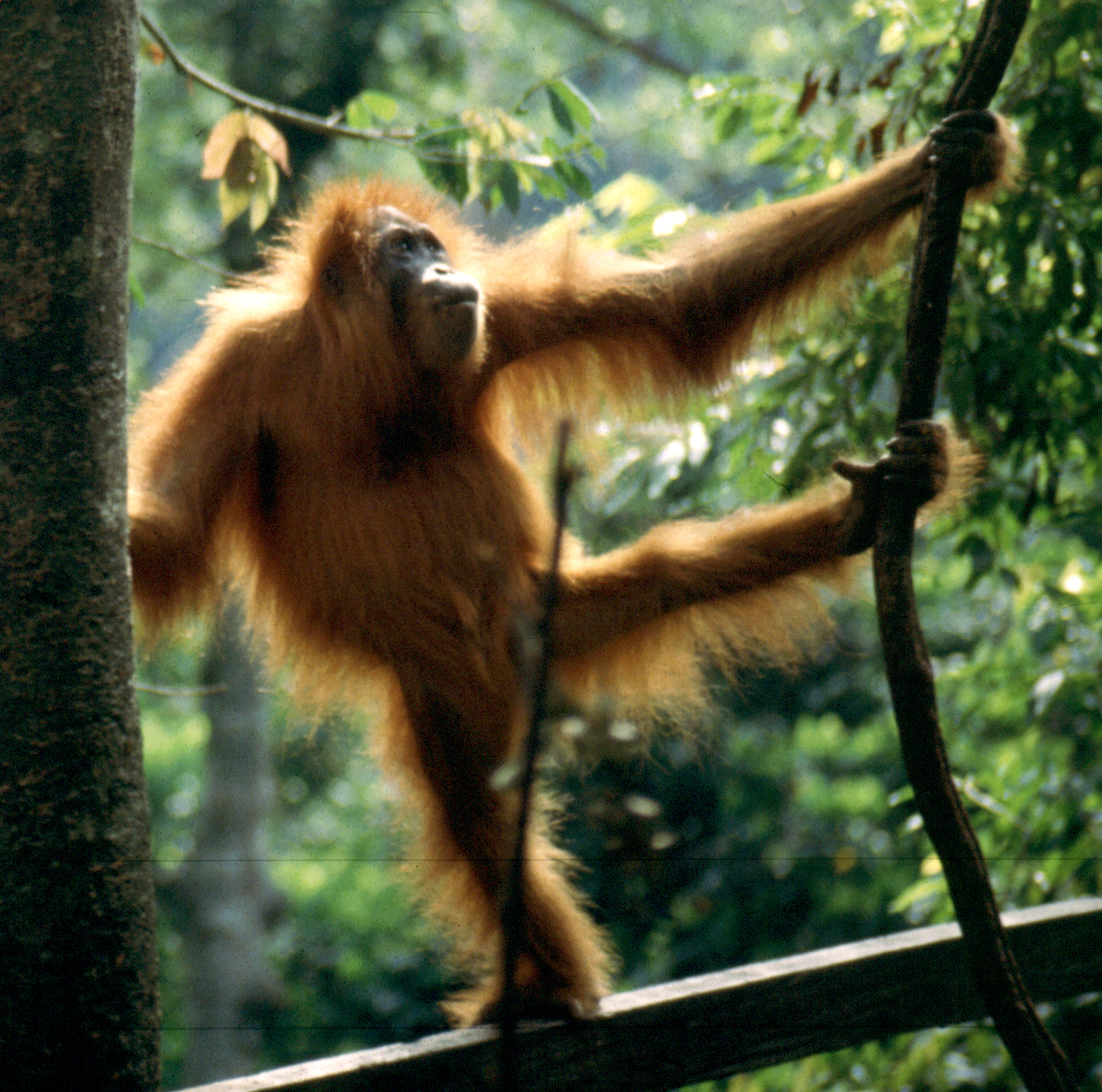
Đười ươi Sumatra một loài linh trưởng lớn đặc hữu của Indonesia có nguy cơ tuyệt chủng cao

Diện tích, khí hậu nhiệt đới cùng với hình thế địa lý quần đảo của Indonesia khiến nước này có mức độ đa dạng sinh học đứng thứ hai thế giới—chỉ sau Brazil— và hệ động thực vật của nó là sự pha trộn của các giống loài châu Á và Australasia. Khi còn kết nối với lục địa châu Á, thềm Sunda (Sumatra, Java, Borneo, và Bali) có hệ động vật châu Á rất phong phú. Các loài thú lớn như hổ, tê giác, đười ươi, voi, và báo, từng hiện diện với số lượng lớn tới tận phía đông Bali, nhưng số lượng và diện tích phân bố của chúng đã giảm mạnh, đặc biệt ở Indonesia có loài Rồng komodo (Varanus komodoensis) là loài thằn lằn lớn nhất thế giới, chiều dài con lớn trung bình 2–3 m. Đây là một loại thuộc họ kỳ đà, (Varanidae), và sống trên nhiều đảo của Indonesia, năm 2011 con vật này đã được chọn làm biểu tượng linh vật của SEA Games 26. Rừng bao phủ khoảng 60% đất nước. Tại Sumatra và Kalimantan, có rất nhiều loài động vật châu Á. Tuy nhiên, rừng đang suy giảm, và số lượng dân cư đông đảo tại Java càng khiến tình trạng phá rừng tăng cao lấy đất sinh sống và canh tác. Sulawesi, Nusa Tenggara, và Maluku—từng tách rời khỏi lục địa từ lâu—đã phát triển hệ động thực vật của riêng mình. Papua từng là một phần của lục địa Úc, và là nơi có hệ động vật duy nhất có liên quan gần gũi với hệ động thực vật Australia, với hơn 600 loài chim.

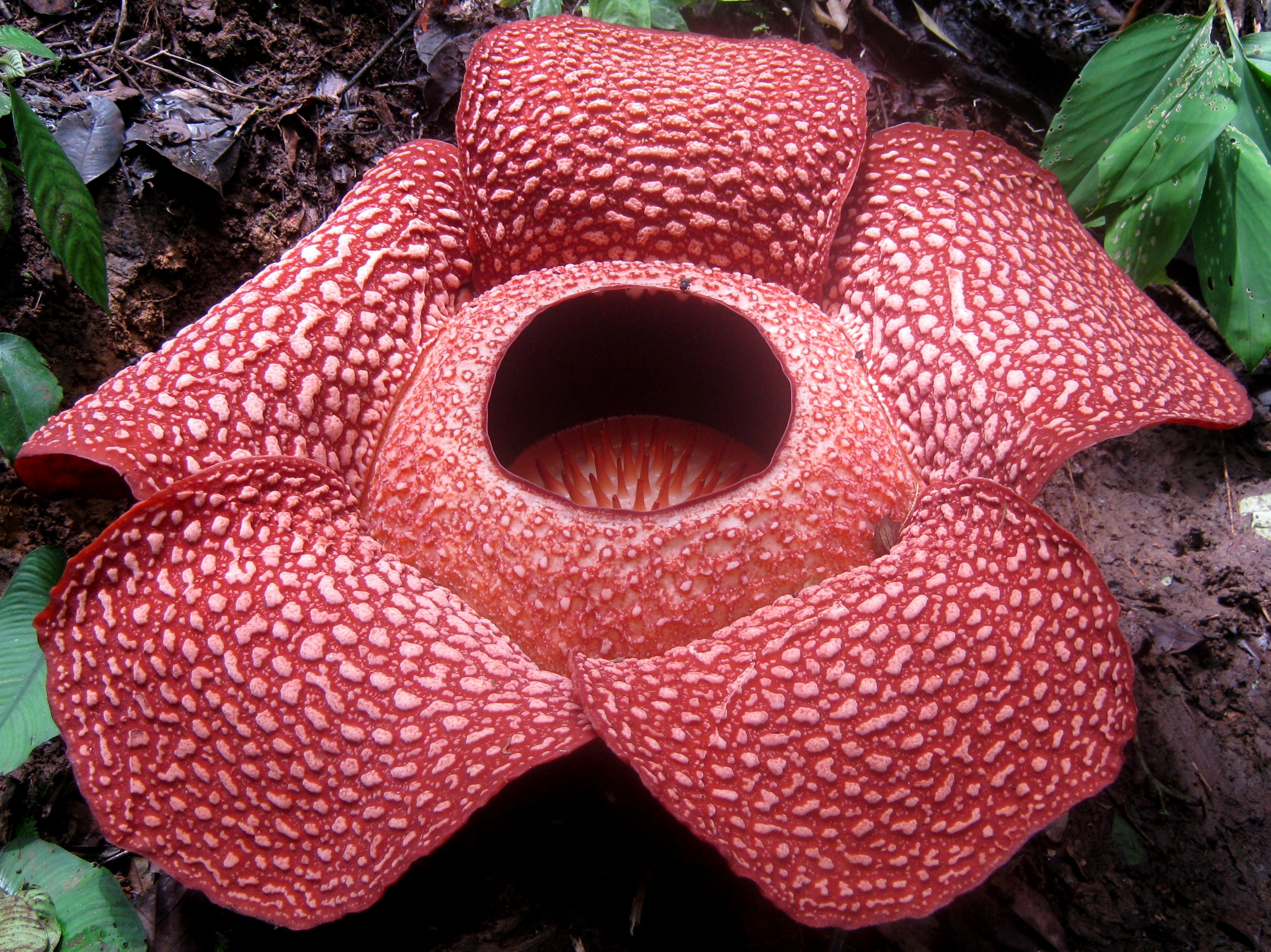
Mặc dù có mùi hôi rất nồng nặc và khủng khiếp giống như mùi thịt rữa, Rafflesia arnoldii vẫn được chọn là một trong ba quốc hoa của Indonesia

Indonesia đứng thứ hai chỉ sau Australia về mức độ loài đặc hữu, với 26% trong tổng số 1.531 loài chim và 39% trong tổng số 515 loài có vú là động vật đặc hữu. Bờ biển dài 80.000 kilômét (50.000 dặm) của Indonesia được bao quanh bởi các biển nhiệt đới cũng đóng góp vào mức độ đa dạng sinh thái cao của nước này. Indonesia có nhiều hệ sinh thái biển và bờ biển, gồm các bãi biển, đụn cát, cửa sông, bãi lầy, rặng san hô, bãi cỏ biển, bãi bùn ven biển, bãi thủy triều, bãi tảo, và các hệ sinh thái nhỏ trong đất liền. Nhà tự nhiên học người Anh, Alfred Wallace, đã mô tả về một đường ranh giới phần bố giữa các loài châu Á và châu Úc. Được gọi là đường Wallace, chạy gần theo hướng bắc nam dọc theo cạnh Thềm Sunda, giữa Kalimantan và Sulawesi, và dọc theo Eo Lombok sâu, giữa Lombok và Bali. Phía tây đường này hệ động thực vật mang nhiều đặc điểm châu Á; về phía đông Lombok, hệ động thực vật dần mang đặc điểm Australia. Trong cuốn sách The Malay Archipelago năm 1869, Wallace đã miêu tả nhiều loài động vật duy chỉ có ở vùng này. Vùng đảo giữa đường Wallace và New Guinea hiện được gọi là Wallacea.
Dân số cao và cuộc công nghiệp hóa nhanh chóng của Indonesia đặt ra nhiều vấn đề môi trường nghiêm trọng và thường không được chú trọng nhiều vì mức độ nghèo đói cao cũng như sự quản lý yếu kém với các nguồn tài nguyên. Các vấn đề này gồm phá rừng trên quy mô lớn (đa số là trái phép) và những trận cháy rừng gây ra những đám khói dày che phủ nhiều vùng phía tây Indonesia, Malaysia và Singapore; khai thác quá mức các nguồn tài nguyên biển; và các vấn đề môi trường đi liền với sự đô thị hóa và phát triển kinh tế quá nhanh, gồm ô nhiễm không khí, tắc đường, quản lý rác, và xử lý nước thải. Phá hủy môi trường sống đe doạ sự tồn tại của các loài bản địa và đặc hữu, gồm 140 loài thú được Liên minh Bảo tồn Thiên nhiên Quốc tế (IUCN) xác định là đang bị đe dọa, và 15 loài được coi là bị đe dọa tuyệt chủng, gồm cả đười ươi Sumatra (Sumatran Orangutan).

## Chính phủ và chính trị

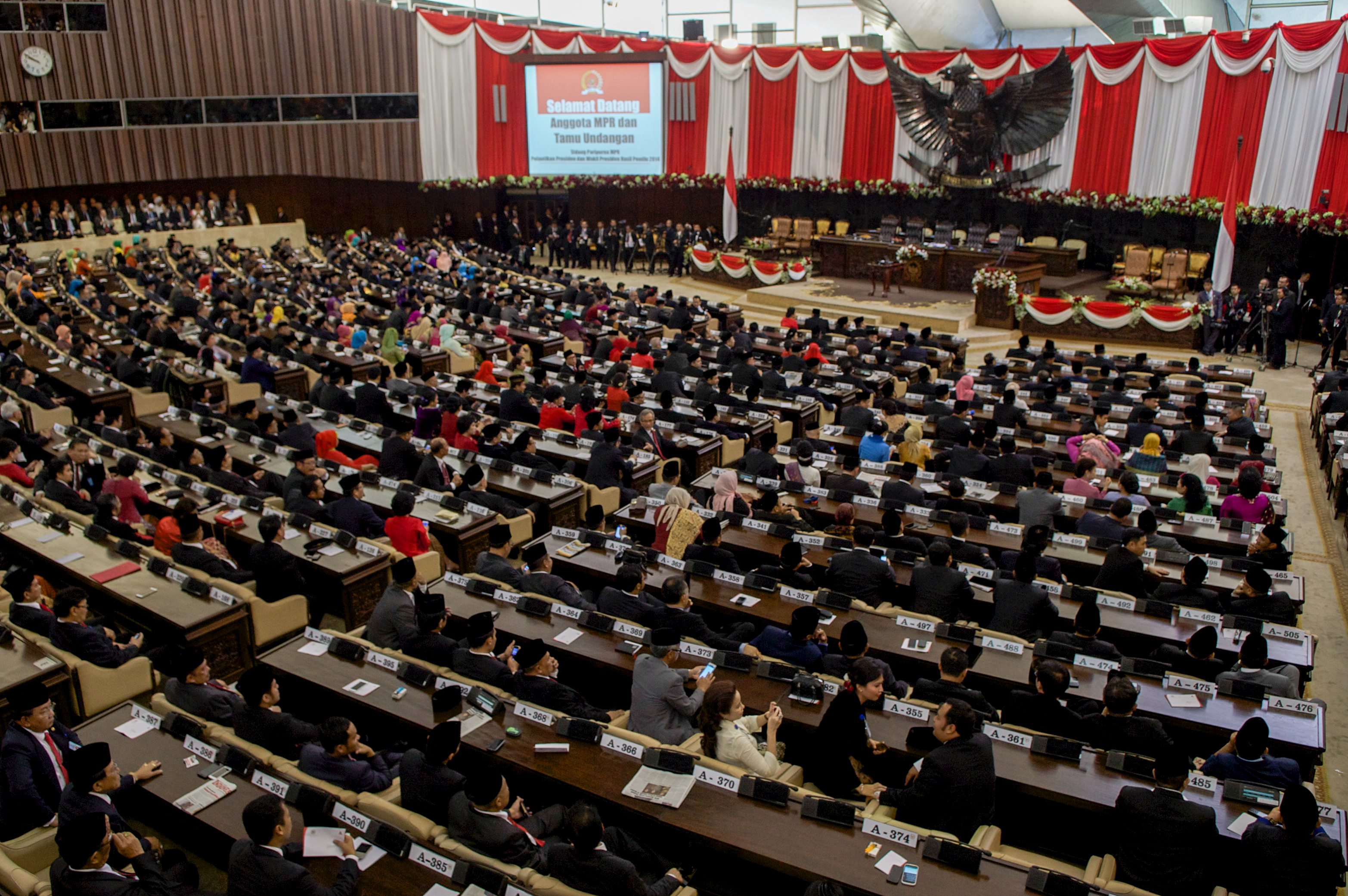
Lễ nhậm chức của Tổng thống Indonesia Joko Widodo tổ chức bởi Hội nghị Hiệp thương Nhân dân (Quốc hội) năm 2014

Indonesia là một nước cộng hòa với một hệ thống tổng thống. Với tư cách một quốc gia đơn nhất, quyền lực tập trung trong tay chính phủ trung ương. Sau cuộc từ chức của Tổng thống Suharto năm 1998, chính trị Indonesia và các cơ cấu chính phủ đã trải qua những cuộc cải cách lớn. Bốn sửa đổi đã được tiến hành với Hiến pháp Indonesia năm 1945 sắp xếp lại các nhánh hành pháp, lập pháp, và tư pháp. Tổng thống Indonesia là lãnh đạo quốc gia, tổng tư lệnh các Lực lượng Vũ trang Indonesia, và là người chịu trách nhiệm quản lý nhà nước, lập chính sách cùng quan hệ đối ngoại. Tổng thống chỉ định một hội đồng bộ trưởng, các thành viên của hội đồng không buộc phải là các thành viên được bầu của nghị viện. Cuộc bầu cử tổng thống năm 2004 là cuộc bầu cử đầu tiên dân chúng được trực tiếp bầu ra tổng thống và phó tổng thống. Tổng thống có thể phục vụ tối đa hai nhiệm kỳ 5 năm liên tiếp.
Cơ quan đại diện cao nhất ở cấp quốc gia là Hội nghị Hiệp thương Nhân dân (MPR). Các chức năng chính của cơ quan này là hỗ trợ và sửa đổi hiến pháp, chứng nhận tổng thống nhậm chức, chính thức hoá các khuôn khổ của chính sách quốc gia. Cơ quan này có quyền buộc tội tổng thống. MPR gồm hai viện; Hội đồng Đại diện Nhân dân (DPR), với 550 thành viên, và Hội đồng Đại diện Khu vực (DPD), với 128 thành viên. DPR thông qua các luật và giám sát nhánh hành pháp; các thành viên thuộc các đảng chính trị được bầu với nhiệm kỳ 5 năm theo đại diện tỷ lệ. Những cải cách từ năm 1998 đã làm tăng đáng kể vai trò của DPR trong việc điều hành quốc gia. DPD hiện là một cơ quan mới chịu trách nhiệm quản lý khu vực.
Đa số các tranh chấp dân sự đều được đưa ra trước Tòa Nhà nước; các vụ phúc thẩm được xử tại Tòa Cấp cao. Tòa án Tối cao là tòa cấp cao nhất của nhà nước, và đưa ra phán quyết cuối cùng về các vụ phúc thẩm sau khi đã xem xét lại vụ việc. Các tòa khác gồm Tòa Thương mại, xử các vụ phá sản và mất khả năng thanh toán, một Tòa án Hành chính Quốc gia xử các vụ về luật hành chính chống lại chính phủ; một Tòa án Hiến pháp xử các vụ về tính hợp pháp của pháp luật, các cuộc bầu cử, giải tán các đảng chính trị, và phạm vi quyền lực của các định chế nhà nước; và một Tòa án Tôn giáo để xử các vụ án tôn giáo riêng biệt.

### Ngoại giao

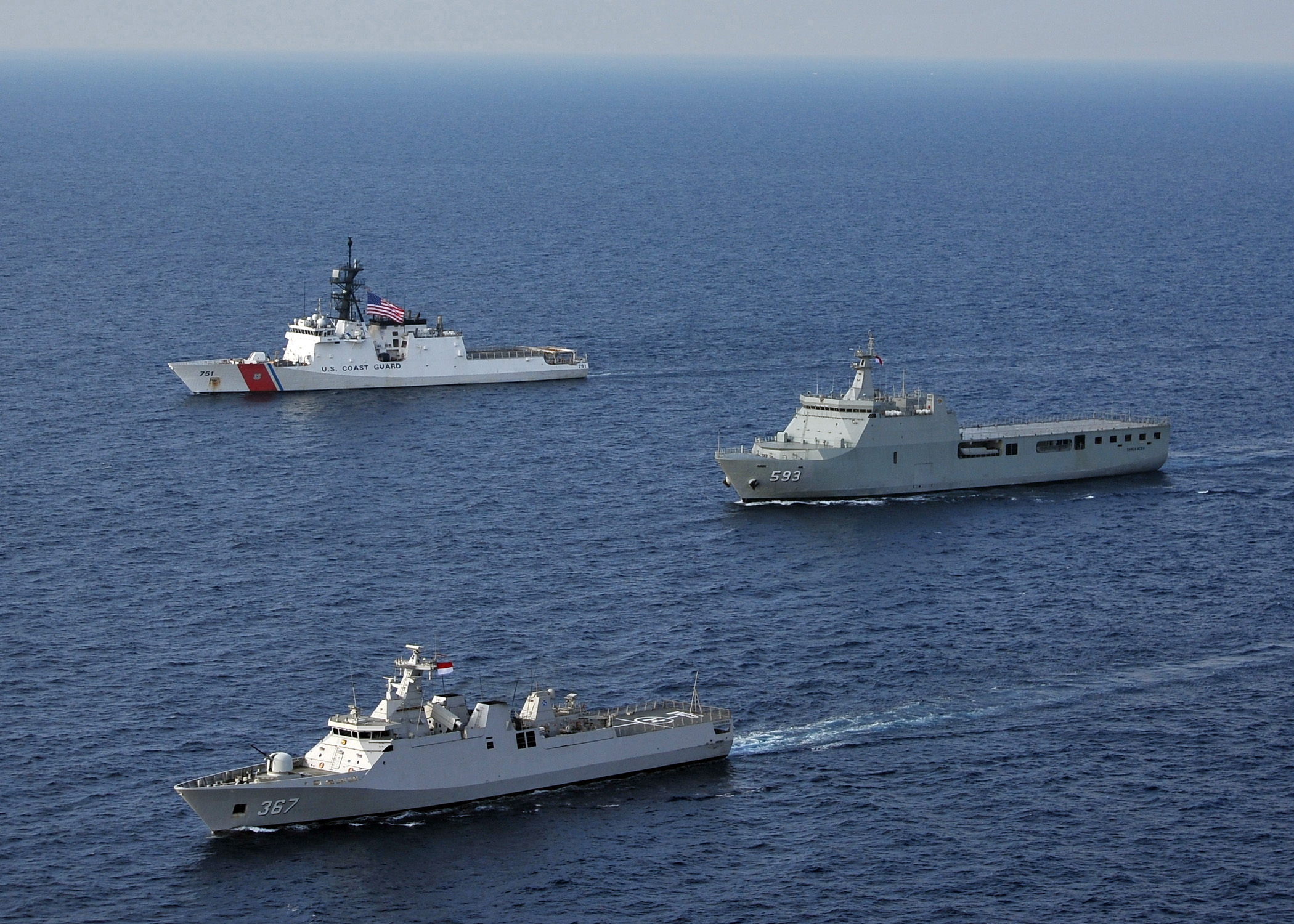
Tàu Hải quân Indonesia cùng với Tuần duyên Hoa Kỳ

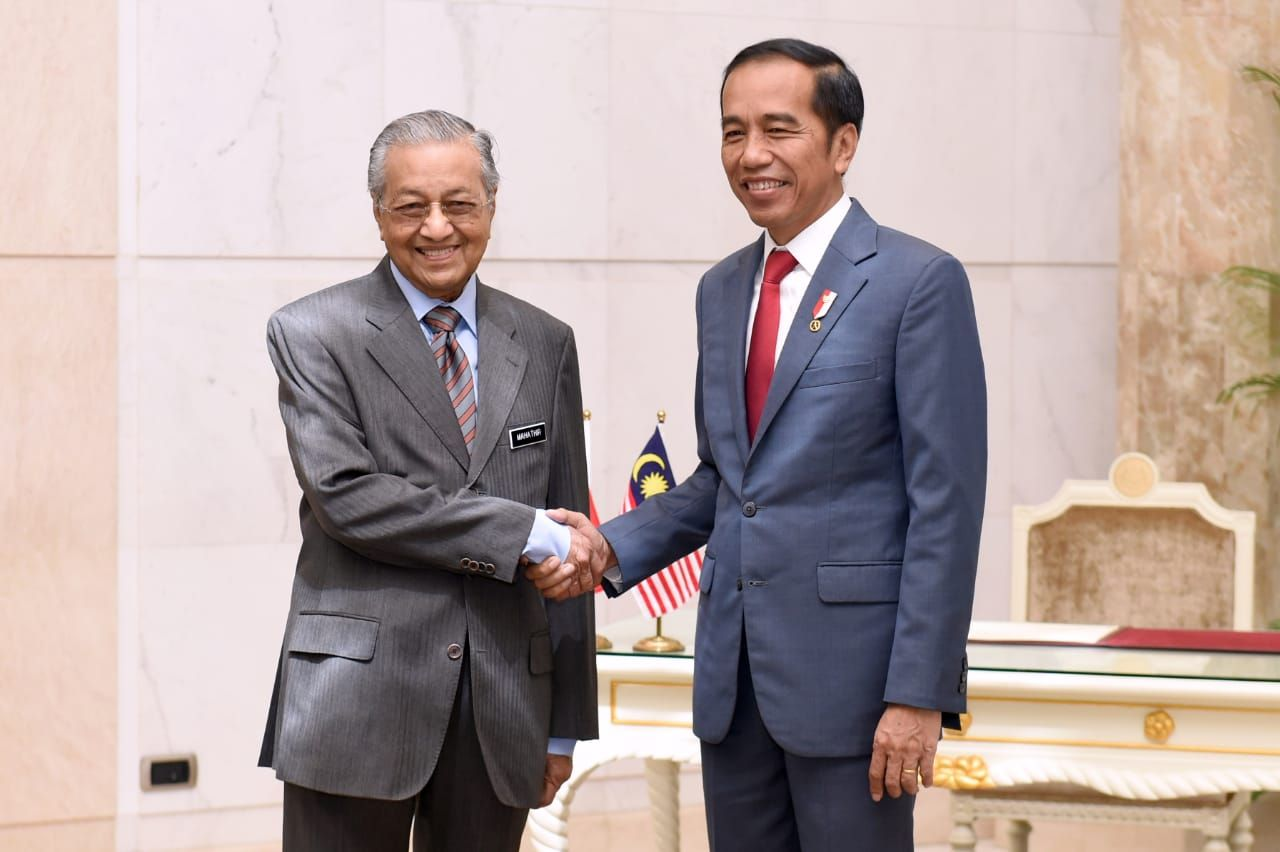
Joko Widodo và Thủ tướng Malaysia Mahathir Mohamad (9 tháng 8 năm 2019)

Trái với tình cảm chống chủ nghĩa thực dân và những căng thẳng với Malaysia thời Sukarno, quan hệ ngoại giao của Indonesia từ thời chính sách "Trật tự Mới" của Suharto đã được đặt trên cơ sở hợp tác kinh tế và chính trị với các quốc gia phương Tây. Indonesia duy trì quan hệ gần gũi với các nước láng giềng ở Châu Á, và là một thành viên sáng lập của ASEAN cùng Hội nghị cấp cao Đông Á. Quốc gia này đã tái lập quan hệ với Cộng hòa Nhân dân Trung Hoa năm 1990 sau một thời gian đóng băng bởi quan điểm chống cộng thời đầu cầm quyền của Suharto. Indonesia đã là một thành viên của Liên hiệp quốc từ năm 1950, và là một nước sáng lập Tổ chức không liên kết (NAM) và Tổ chức Hội nghị Hồi giáo (OIC). Indonesia tham gia vào thỏa thuận Vùng Tự do Thương mại ASEAN, Nhóm Cairns, và WTO, và trong lịch sử từng là một thành viên của OPEC, dù đã rút lui vào năm 2008 bởi họ không còn là một nước xuất khẩu dầu mỏ. Indonesia đã nhận được viện trợ nhân đạo và viện trợ phát triển từ năm 1966, đặc biệt từ Hoa Kỳ, Tây Âu, Australia, và Nhật Bản.
Chính phủ Indonesia đã làm việc với các quốc gia khác để ngăn chặn và truy tìm những kẻ đánh bom có liên quan tới các du kích Hồi giáo và Al-Qaeda. Vụ gây tổn thất nhiều nhân mạng nhất đã giết hại 202 người, gồm 164 du khách quốc tế, ở thị xã nghỉ mát thuộc Bali Kuta năm 2002. Những vụ tấn công, và những cảnh báo du lịch được đưa ra sau đó bởi các quốc gia khác, đã làm thiệt hại nghiêm trọng ngành công nghiệp du lịch và đầu tư nước ngoài.

### Quân sự
Quân đội Indonesia được đánh giá là lực lượng quân sự thiện chiến nhất khu vực Đông Nam Á.Các lực lượng vũ trang Indonesia (TNI) với 300.000 thành viên gồm Quân đội (TNI-AD), Hải quân (TNI-AL, gồm cả thủy quân lục chiến), và Không quân (TNI-AU). Quân đội có khoảng 233.000 lính thường trực. Chi phí quốc phòng trong ngân sách quốc gia khoảng 4% GDP năm 2006, và được cung cấp thêm bởi các khoản lợi nhuận từ thương mại và các quỹ của quân đội. Giai đoạn hậu Suharto từ năm 1998, đại diện thường trực của quân đội trong nghị viện đã bị bãi bỏ; dù bị giảm uy thế, ảnh hưởng chính trị của quân đội vẫn còn rất lớn. Các phong trào ly khai tại các tỉnh Aceh và Papua đã dẫn tới xung đột vũ trang, và những cáo buộc vi phạm nhân quyền cũng như sự tàn ác từ tất cả các phía. Sau một cuộc chiến du kích không thường xuyên kéo dài khoảng ba mươi năm giữa Phong trào Tự do Aceh (GAM) và quân đội Indonesia, một thỏa thuận ngừng bắn đã được ký kết năm 2005. Tại Papua, đã có những điều luật tự trị cấp vùng quan trọng, dù vẫn chưa hoàn thiện và được áp dụng đầy đủ, và những vụ bạo lực cũng như vi phạm nhân quyền đã giảm bớt, từ khi Tổng thống Susilo Bambang Yudhoyono lên cầm quyền.

### Phân cấp hành chính
Về mặt hành chính, Indonesia gồm 38 tỉnh, trong đó năm tỉnh có quy chế đặc biệt. Mỗi tỉnh có cơ quan lập pháp và thống đốc riêng. Các tỉnh được chia tiếp thành các huyện (kabupaten) và các thành phố (kota), chúng lại được chia tiếp thành các quận (kecamatan), và các nhóm làng (hoặc desa hay kelurahan). Sau khi áp dụng các biện pháp vùng tự trị năm 2001, các huyện và các thành phố đã trở thành các đơn vị hành chính chủ chốt, chịu trách nhiệm cung cấp hầu hết dịch vụ nhà nước. Cấp hành chính làng là đơn vị có ảnh hưởng lớn nhất tới cuộc sống thường ngày của người dân, và giải quyết các vấn đề của làng hay khu vực lân cận thông qua một lurah hay kepala desa (trưởng làng) do dân bầu.
Các tỉnh Aceh, Jakarta, Yogyakarta, Papua, và Tây Papua có mức độ tự trị và ưu tiên hành pháp cao hơn từ chính quyền trung ương so với các tỉnh khác. Ví dụ, chính phủ Aceh, có quyền thiết lập một hệ thống luật pháp độc lập; năm 2003, tỉnh này đã cho ra đời một hình thức Sharia (Luật Hồi giáo). Yogyakarta được trao vị thế Vùng Đặc biệt để ghi nhận vai trò nòng cốt của nó trong việc hỗ trợ những người Cộng hòa Indonesia thời Cách mạng Indonesia. Papua, thường được gọi bằng Irian Jaya, đã được hưởng một quy chế tự chủ đặc biệt từ năm 2001. Jakarta là vùng thủ đô đặc biệt của quốc gia.

Các tỉnh của Indonesia và thủ phủ
Dấu † chỉ các tỉnh có quy chế đặc biệt
| Sumatra - Aceh† – Banda Aceh - Bắc Sumatra (Sumatera Utara) – Medan - Tây Sumatra (Sumatera Barat) – Padang - Riau – Pekanbaru - Quần đảo Riau (Kepulauan Riau) – Tanjung Pinang - Jambi – Jambi - Nam Sumatra (Sumatera Selatan) – Palembang - Bangka-Belitung (Kepulauan Bangka-Belitung) – Pangkal Pinang - Bengkulu – Bengluku - Lampung – Bandar Lampung Java - Jakarta† – Jakarta - Banten – Serang - Tây Java (Jawa Barat) – Bandung - Trung Java (Jawa Tengah) – Semarang - Vùng đặc biệt Yogyakarta† (Daerah Istimewa Yogyakarta) – Yogyakarta - Đông Java (Jawa Timur) – Surabaya Quần đảo Sunda nhỏ/ (Nusa Tenggara) - Bali – Denpasar - Tây Nusa Tenggara (Nusa Tenggara Barat) – Mataram - Đông Nusa Tenggara (Nusa Tenggara Timur) – Kupang | Kalimantan - Tây Kalimantan (Kalimantan Barat) – Pontianak - Trung Kalimantan (Kalimantan Tengah) – Palangkaraya - Nam Kalimantan (Kalimantan Selatan) – Banjarmasin - Đông Kalimantan (Kalimantan Timur) – Samarinda - Bắc Kalimantan (Kalimantan Utara) – Tanjung Selor Sulawesi - Bắc Sulawesi (Sulawesi Utara) – Manado - Gorontalo – Gorontalo - Trung Sulawesi (Sulawesi Tengah) – Palu - Tây Sulawesi (Sulawesi Barat) – Mamuju - Nam Sulawesi (Sulawesi Selatan) – Makassar - Đông Nam Sulawesi (Sulawesi Tenggara) – Kendari Quần đảo Maluku - Maluku – Ambon - Bắc Maluku (Maluku Utara) – Sofifi Tây New Guinea - Papua Cao nguyên (Papua Pegunungan) – Wamena - Nam Papua (Papua Selatan) – Merauke - Tây Papua† (Papua Barat) – Manokwari - Tây Nam Papua (Papua Barat Daya) – Sorong - Trung Papua (Papua Tengah) – Nabire - Papua† – Jayapura |

## Kinh tế

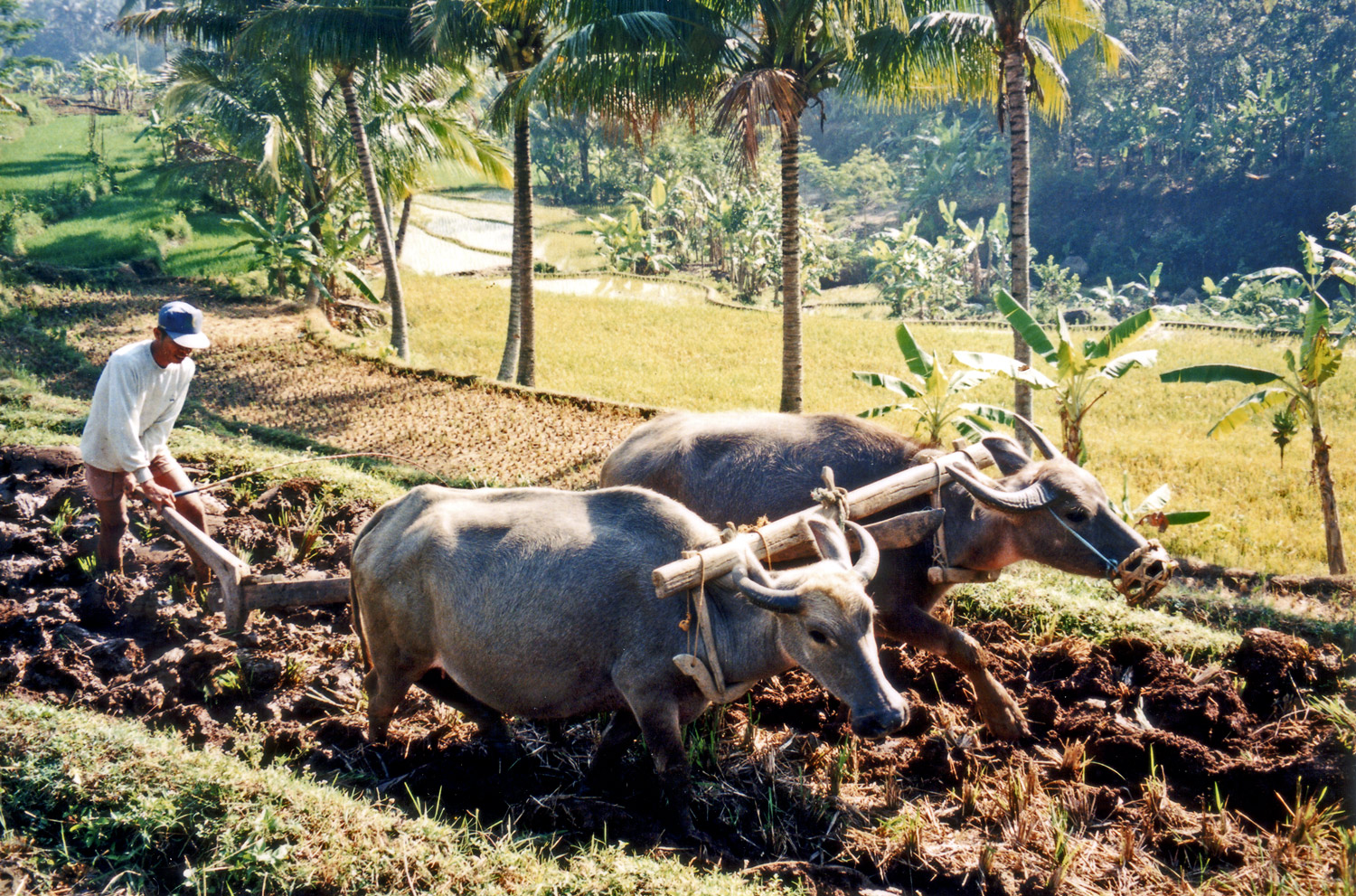
Dùng trâu để cày trên các cánh đồng tại Java. Nông nghiệp từng là ngành sử dụng nhiều lao động nhất của quốc gia này trong nhiều thế kỷ.

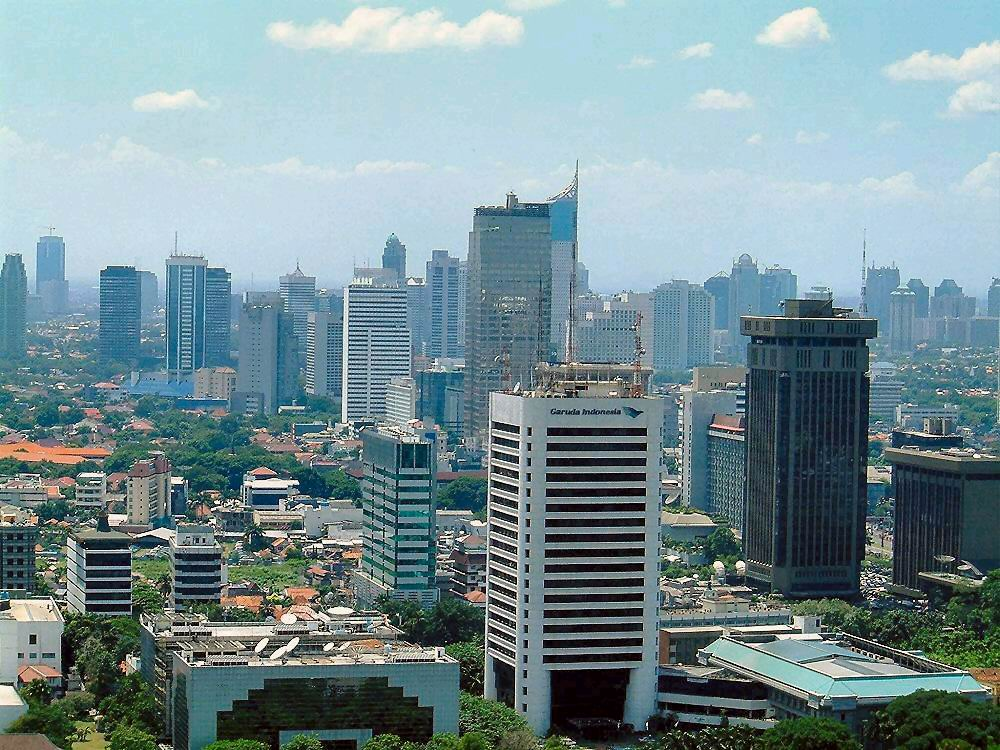
Jakarta, thủ đô Indonesia và là trung tâm thương mại lớn nhất nước

Năm 2019, Tổng sản phẩm quốc nội (GDP) của Indonesia ước khoảng 1.112 tỷ đô la (3.585 tỷ đô la theo PPP), đứng thứ 16 thế giới, đứng thứ 5 châu Á và đứng số 1 Đông Nam Á. Năm 2016, ước tính GDP bình quân đầu người danh nghĩa là 3,362 đô la, và GDP trên đầu người theo sức mua tương đương (PPP) là 12,422 (đô la quốc tế). Lĩnh vực dịch vụ là ngành lớn nhất của nền kinh tế và chiếm 45,3% GDP (2005). Tiếp theo là công nghiệp (40,7%) và nông nghiệp (14,0%). Tuy nhiên, nông nghiệp sử dụng nhiều lao động hơn các lĩnh vực khác, chiếm 44,3% trong tổng số lực lượng lao động 95 triệu người. Tiếp theo là lĩnh vực dịch vụ (36,9%) và công nghiệp (18,8%). Các ngành công nghiệp chính gồm dầu mỏ và khí thiên nhiên, dệt, may, và khai thác mỏ. Các sản phẩm nông nghiệp chính gồm dầu cọ, gạo, chè, cà phê, gia vị, và cao su.
Các thị trường xuất khẩu chính của Indonesia (2005) là Nhật Bản (22,3%), Hoa Kỳ (13,9%), Trung Quốc (9,1%), và Singapore (8,9%). Indonesia nhập khẩu nhiều hàng của Nhật Bản (18,0%), Trung Quốc (16,1%), và Singapore (12,8%). Năm 2005, Indonesia có thặng dư thương mại, với kim ngạch xuất khẩu đạt 83,64 tỷ USD và kim ngạch nhập khẩu là 62,02 tỷ. Nước này có nhiều nguồn tài nguyên thiên nhiên lớn, gồm dầu mỏ, khí tự nhiên, thiếc, đồng, và vàng. Các mặt hàng nhập khẩu chính của Indonesia gồm máy móc và thiết bị, hoá chất, nhiên liệu và các mặt hàng thực phẩm.
Trong thập kỷ 1960, nền kinh tế đã suy giảm nghiêm trọng vì sự bất ổn chính trị, một chính phủ trẻ và không có kinh nghiệm, và chủ nghĩa kinh tế quốc gia yếu kém, dẫn tới tình trạng nghèo đói nghiêm trọng. Sau khi chế độ Sukarno sụp đổ hồi giữa thập niên 1960, chính sách Trật tự Mới đã mang lại một mức độ kỷ lục cho chính sách kinh tế nhanh chóng làm giảm lạm phát, ổn định tiền tệ, tái cơ cấu nợ nước ngoài, và thu hút đầu tư cũng như viện trợ từ nước ngoài. Indonesia là thành viên duy nhất của OPEC tại Đông Nam Á, và sự bùng nổ giá dầu mỏ thời thập niên 1970 đã mang lại một nguồn thu xuất khẩu lớn giúp duy trì tốc độ tăng trưởng kinh tế cao. Sau những cải cách thêm nữa hồi thập niên 1980, Đầu tư nước ngoài đổ vào Indonesia, đặc biệt vào những khu vực chế tạo phát triển nhanh và định hướng xuất khẩu, và từ năm 1989 tới năm 1997, kinh tế Indonesia phát triển với tốc độ trung bình trên 7%.
Indonesia là nước chịu tác động mạnh nhất từ cuộc Khủng hoảng tài chính Đông Á năm 1997–1998. Tỷ giá tiền tệ nước này so với đồng đô la Mỹ đã giảm từ khoảng 2.000 Rp tới 18.000 Rp, và nền kinh tế giảm 13,7%. Từ đó đồng rupiah đã ổn định ở mức trong khoảng 10.000 Rp/dollar, và đã xuất hiện dấu hiệu khôi phục kinh tế quan trọng tuy còn chậm chạp. Sự bất ổn chính trị, cải cách kinh tế chậm chạp và tham nhũng ở mọi cấp độ chính phủ và kinh doanh từ năm 1998 đã ảnh hưởng tiêu cực tới sự phục hồi kinh tế. Ví dụ, Tổ chức Minh bạch Quốc tế xếp Indonesia đứng hạng 143 trên 180 nước trong bảng Chỉ số nhận thức tham nhũng của họ. Tuy nhiên, tốc độ tăng trưởng GDP đã vượt 5% trong cả hai năm 2004 và 2005, và được dự báo sẽ còn tăng thêm. Mặc dù vậy, tốc độ tăng này chưa đủ mạnh đề dẫn tới một sự thay đổi lớn trong tỷ lệ thất nghiệp, và mức tăng lương, giá nhiên liệu và gạo tăng cao càng làm trầm trọng hơn vấn đề đói nghèo.
Năm 2006, ước tính 17,8% dân số sống dưới mức mức nghèo khổ, 49,0% dân số sống với chưa tới 2 đô la mỗi ngày, và tỷ lệ thất nghiệp ở mức 9,75%.
Người Hoa là thế lực chi phối nền kinh tế Indonesia. Người Hoa chỉ chiếm 2,5% trong tổng dân số Indonesia, nhưng lại kiểm soát tới trên 70% kinh tế nước này, trong đó kiểm soát trên 75% ngành sản xuất bánh mì, miến, kiểm soát 80% ngành may mặc, 65% ngành nhuộm và 80% ngành lâm sản. Cuối năm 1993, 68% doanh nghiệp quy mô lớn của Indonesia do người Hoa kiểm soát.

## Nhân khẩu

Mật độ dân số của Indonesia theo quận (kecamatan)

Theo kết quả điều tra dân số năm 2020, dân số của Indonesia là 270,2 triệu người. Indonesia là quốc gia đông dân thứ tư trên thế giới. Từ năm 2010 đến năm 2020, tốc độ tăng dân số là 1,25% mỗi năm. Năm 2025, dân số của Indonesia ước tính là 284.438.782 người. 56% dân số sinh sống tại Java, là hòn đảo đông dân nhất trên thế giới. Mật độ dân số của toàn bộ Indonesia là 141 người trên kilômét vuông (370 người/dặm vuông Anh), nhưng mật độ dân số của Java lên đến 1,171 người trên kilômét vuông (3,03 people/dặm vuông Anh). Indonesia tiến hành cuộc điều tra dân số đầu tiên trong thời kỳ độc lập vào năm 1961 với dân số 97 triệu người. Dân số của Indonesia dự kiến tăng lên 321 triệu người vào năm 2050. Tuổi trung bình của Indonesia là 31,5 tuổi vào năm 2024.
| Sắc tộc tại Indonesia (2021) | Sắc tộc tại Indonesia (2021) | Sắc tộc tại Indonesia (2021) | Sắc tộc tại Indonesia (2021) | Sắc tộc tại Indonesia (2021) |
| ---------------------------- | ---------------------------- | ---------------------------- | ---------------------------- | ---------------------------- |
| sắc tộc                      | sắc tộc                      |                              | tỷ lệ                        | tỷ lệ                        |
| Java                         | Java                         |                              | 40.00%                       | 40.00%                       |
| Sunda                        | Sunda                        |                              | 15.40%                       | 15.40%                       |
| Mã Lai                       | Mã Lai                       |                              | 3.80%                        | 3.80%                        |
| Batak                        | Batak                        |                              | 3.60%                        | 3.60%                        |
| Madur                        | Madur                        |                              | 3.00%                        | 3.00%                        |
| Betawi                       | Betawi                       |                              | 2.90%                        | 2.90%                        |
| Minangkabau                  | Minangkabau                  |                              | 2.70%                        | 2.70%                        |
| Bugin                        | Bugin                        |                              | 2.70%                        | 2.70%                        |
| Banten                       | Banten                       |                              | 2.00%                        | 2.00%                        |
| Banjar                       | Banjar                       |                              | 1.70%                        | 1.70%                        |
| Bali                         | Bali                         |                              | 1.70%                        | 1.70%                        |
| Aech                         | Aech                         |                              | 1.40%                        | 1.40%                        |
| Dayak                        | Dayak                        |                              | 1.30%                        | 1.30%                        |
| Hoa                          | Hoa                          |                              | 1.30%                        | 1.30%                        |
| Sasak                        | Sasak                        |                              | 1.30%                        | 1.30%                        |
| Papua                        | Papua                        |                              | 1.20%                        | 1.20%                        |
| Khác                         | Khác                         |                              | 13.70%                       | 13.70%                       |

### Dân tộc
Đa số người Indonesia là hậu duệ của những người nói các thứ tiếng Nam Đảo có nguồn gốc từ Đài Loan. Các nhóm chính khác gồm người Melanesia, sống ở phía đông Indonesia. Có khoảng 300 sắc tộc bản địa khác nhau tại Indonesia, và 742 ngôn ngữ cùng thổ ngữ. Nhóm đông nhất là người Java, chiếm 42% dân số, và có ưu thế văn hóa cũng như chính trị. Người Sunda, Malay, và Madur là các nhóm lớn nhất ngoài Java. Bản sắc địa phương của các sắc tộc được duy trì bên cạnh một tình cảm quốc gia Indonesia mạnh mẽ. Xã hội phần lớn hài hòa, dù các căng thẳng xã hội, tôn giáo và sắc tộc đã gây ra những vụ bạo lực kinh khủng. Người Indonesia gốc Hoa là sắc tộc thiểu số có ảnh hưởng dù chiếm chưa tới 1% dân số. Đa số lĩnh vực thương mại và tài sản tư nhân quốc gia đều thuộc sự kiểm soát của người Hoa, điều này góp phần gây ra sự oán giận to lớn, và thậm chí bạo lực chống lại người Hoa. Ngôn ngữ quốc gia, tiếng Indonesia, được dạy trong các trường học và đại học, và được sử dụng bởi hầu hết mọi người dân Indonesia. Đây là ngôn ngữ được dùng trong thương mại, chính trị, truyền thông quốc gia, giáo dục và hàn lâm. Về nguồn gốc nó từng là một ngôn ngữ chung cho hầu hết cả vùng, gồm cả nước Malaysia hiện nay, và vì thế có quan hệ chặt chẽ với tiếng Malaysia. Tiếng Indonesia lần đầu tiên được những người theo chủ nghĩa quốc gia truyền bá vào thập niên 1920, và đã được tuyên bố là ngôn ngữ chính thức khi nước này giành độc lập năm 1945. Đa số người dân Indonesia nói ít nhất một trong hàng trăm ngôn ngữ địa phương (bahasa daerah), thường như tiếng mẹ đẻ. Trong số các ngôn ngữ đó, tiếng Java được sử dụng nhiều nhất bởi nó là ngôn ngữ của nhóm sắc tộc lớn nhất. Mặt khác, Papua có 500 hay nhiều hơn các ngôn ngữ bản địa thuộc nhóm Papua hay Nam Đảo, trong một vùng chỉ có 2,7 triệu dân. Đa số những người lớn tuổi hiện nay vẫn có thể nói tiếng Hà Lan ở một mức độ nào đó.

### Tôn giáo
| Tôn giáo tại Indonesia (2021) | Tôn giáo tại Indonesia (2021) | Tôn giáo tại Indonesia (2021) | Tôn giáo tại Indonesia (2021) | Tôn giáo tại Indonesia (2021) |
| ----------------------------- | ----------------------------- | ----------------------------- | ----------------------------- | ----------------------------- |
| Tôn giáo                      | Tôn giáo                      |                               | tỷ lệ                         | tỷ lệ                         |
| Hồi giáo                      | Hồi giáo                      |                               | 86.70%                        | 86.70%                        |
| Tin lành                      | Tin lành                      |                               | 7.00%                         | 7.00%                         |
| Công giáo Roma                | Công giáo Roma                |                               | 3.00%                         | 3.00%                         |
| Hindu                         | Hindu                         |                               | 1.70%                         | 1.70%                         |
| Phật giáo                     | Phật giáo                     |                               | 0.90%                         | 0.90%                         |
| Nho giáo                      | Nho giáo                      |                               | 0.15%                         | 0.15%                         |
| Vồ thần và Khác               | Vồ thần và Khác               |                               | 0.60%                         | 0.60%                         |

Tôn giáo của Indonesia theo quận (kecamatan)

Indonesia công nhận sáu tôn giáo: Hồi giáo, Tin Lành, Công giáo, Ấn Độ giáo, Phật giáo và Nho giáo. Hiến pháp Indonesia cũng đảm bảo quyền tự do tôn giáo và thừa nhận các tôn giáo bản địa cho mục đích hành chính. Tính đến năm 2023, 87,1% dân số Indonesia theo Hồi giáo. Indonesia là quốc gia đa số Hồi giáo đông dân nhất trên thế giới, với 99% dân số Hồi giáo theo Hồi giáo Sunni. 10% dân số theo Kitô giáo, là nhóm tôn giáo đa số ở một số tỉnh phía đông. Ấn Độ giáo là tôn giáo chính của người Bali, trong khi Nho giáo là tôn giáo chính của người Indonesia gốc Hoa.

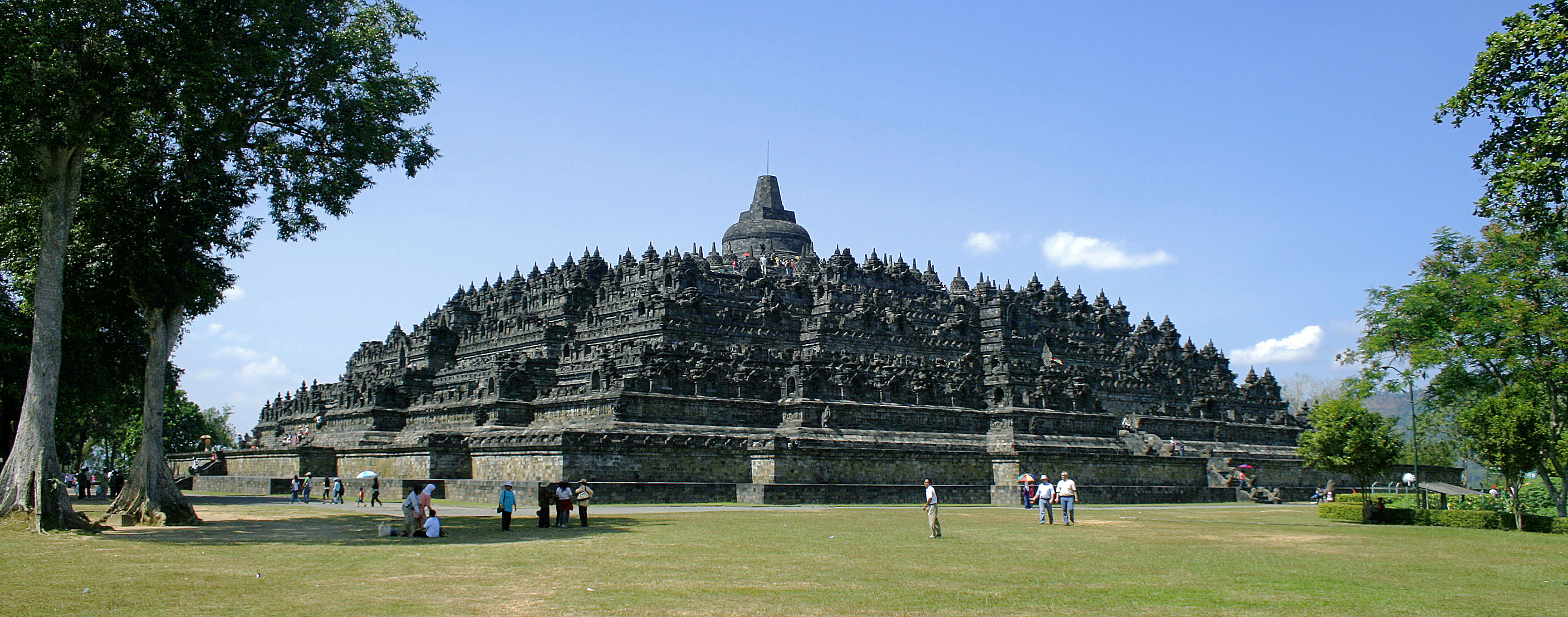
Tháp Phật giáo Borobudur (Ba La Phù đồ) là điểm thu hút đông khách du lịch nhất tại Indonesia

## Văn hóa

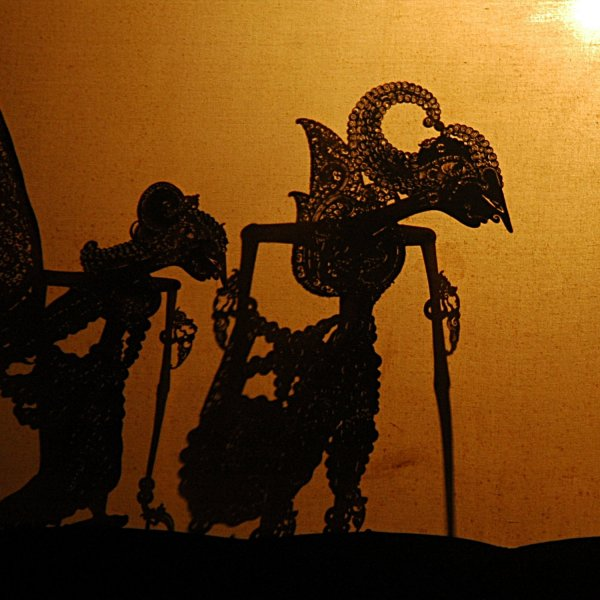
Một buổi trình diễn rối bóng Wayang kulit quan sát từ phía khán giả

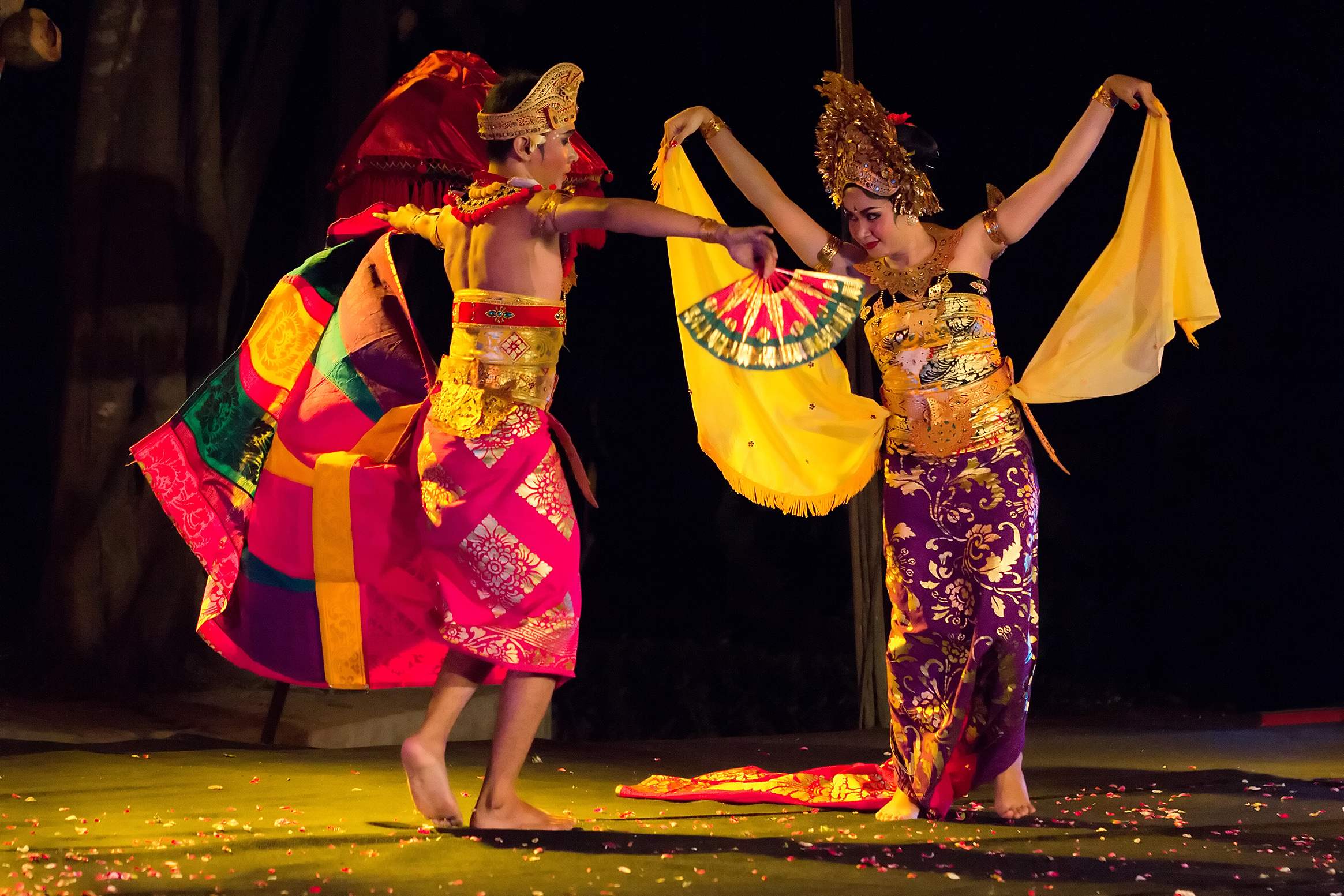
Một điệu vũ của người Bali

Indonesia có khoảng 300 nhóm sắc tộc, mỗi nhóm có văn hóa khác biệt và đã phát triển qua nhiều thế kỷ, với ảnh hưởng từ Ấn Độ, Ả Rập, Trung Quốc, Malaysia và châu Âu. Ví dụ, các điệu múa truyền thống Java và Bali chứa đựng các yếu tố văn hóa và thần thoại trong văn hóa Hindu, wayang kulit (rối bóng) cũng tương tự. Những loại vải dệt như batik, ikat và songket được sản xuất trên khắp đất nước Indonesia nhưng theo kiểu cách khác biệt tùy theo vùng. Ảnh hưởng lớn nhất trên kiến trúc Indonesia đến từ kiến trúc Ấn Độ; tuy nhiên, những ảnh hưởng kiến trúc từ Trung Quốc, Ả Rập và châu Âu cũng khá quan trọng.
Là quốc gia đa tôn giáo, các lễ hội ở Indonesia rất đa dạng, với các lễ hội như: Tết Tahun Baru Saka (của người theo đạo Hindu), Tết Tahun Baru Hijiriah (của người theo Hồi giáo), Tết Tahun Baru Imlek (ngày lễ quốc gia Indonesia), Lễ hội Kasada, Ramadan. Tuy nhiên cũng có mang tính chất hủ tục như lễ hội Pon. Hàng nghìn du khách và người hành hương tụ tập trong một ngôi đền trên ngọn núi thiêng Gunung Kemukus để tiến hành một nghi thức liên quan đến tình dục. Để nhận được may mắn và lời cầu chúc của các vị thần, du khách phải quan hệ với cùng một người liên tục 7 lần suốt 35 ngày. Những người tham gia phải ngâm mình và tắm trong nước suối để tẩy rửa thân thể, sau đó mỗi người tìm một người lạ để ghép đôi. Cặp đôi sẽ tiến hành quan hệ ngay trong đêm cử hành nghi lễ. Đối tác không được phép là vợ hay chồng của người đó.
Ẩm thực Indonesia khác biệt theo vùng tuỳ theo ảnh hưởng của Trung Quốc, châu Âu, Trung Đông hay Ấn Độ. Gạo là thực phẩm chính và được dùng cùng với thịt và rau. Các loại gia vị (có nhiều ớt), nước cốt dừa, cá và gà là các thành phần chính. Âm nhạc truyền thống Indonesia gồm gamelan và keroncong. Dangdut là một thể loại nhạc pop đương đại phổ thông có ảnh hưởng từ âm nhạc dân gian Ả Rập, Ấn Độ và Malaysia. Công nghiệp điện ảnh Indonesia phát triển mạnh trong thập niên 1980 và chiếm hầu hết các rạp chiếu bóng, dù tới đầu thập niên 1990 nó bắt đầu hơi suy giảm. Từ năm 2000 tới năm 2005, số lượng phim Indonesia được phát hành hàng năm đã liên tục tăng lên.
Bằng chứng cổ nhất về chữ viết tại Indonesia là một loạt bản ghi chép bằng tiếng Phạn có niên đại từ thế kỷ thứ V. Những nhân vật có ảnh hưởng lớn trong văn học hiện đại Indonesia gồm: tác gia Hà Lan Multatuli, người đã chỉ trích cách đối xử với người dân Indonesia thời cai trị thuộc địa Hà Lan; các nhân vật người Sumatra Muhammad Yamin và Hamka, là những nhà chính trị và tác gia ủng hộ độc lập quốc gia nổi tiếng; và tác gia vô sản Pramoedya Ananta Toer, nhà tiểu thuyết nổi tiếng nhất Indonesia. Nhiều người Indonesia có kiểu giọng địa phương rõ rệt, giúp xác định và duy trì bản sắc văn hóa của họ. Tự do truyền thông tại Indonesia đã tăng lên đáng kể từ khi chế độ Tổng thống Suharto chấm dứt, thời ấy Bộ Thông tin, nay đã bị bãi bỏ, giám sát và kiểm soát truyền thông trong nước, ngăn chặn truyền thông nước ngoài. Thị trường TV gồm mười mạng lưới truyền thông thương mại, và các mạng lưới địa phương cạnh tranh với TVRI của nhà nước. Các đài phát sóng tư nhân thực hiện bản tin của riêng mình và các chương trình khác lấy từ đài nước ngoài. Với 25 triệu người sử dụng năm 2008, Internet chỉ phố biến tới một bộ phận nhỏ người dân, xấp xỉ 10.5%.
Các môn thể thao thông dụng tại Indonesia là cầu lông và bóng đá; Liga Indonesia là giải vô địch cấp cao nhất của các câu lạc bộ bóng đá tại Indonesia. Các môn thể thao truyền thống gồm sepak takraw, và chạy đấu bò tại Madura. Tại các vùng có lịch sử chiến tranh giữa các bộ tộc, những cuộc thi đánh trận giả thường được tổ chức, như caci tại Flores, và pasola tại Sumba. Pencak Silat là một môn võ Indonesia. Các môn thể thao tại Indonesia nói chung thường dành cho phái nam và các khán giả cũng thường tham gia vào hoạt động cá cược cờ bạc.